# Миллетт, Кейт
Кэтрин Мюррей Миллетт (англ. Katherine Murray Millett; 14 сентября 1934[…], Сент-Пол, Миннесота, США — 6 сентября 2017[…], VI округ Парижа, Франция) — американская писательница, феминистка, общественная деятельница и художница. Известна как автор книги «Политика пола». Одна из центральных фигур во второй волне феминизма.

## Биография
Кэтрин Мюррей Миллетт родилась в 1934 году в семье Джеймса и Хелен Миллеттов. По воспоминаниям Кейт, отец был алкоголиком и часто избивал её. Позже он бросил семью, после чего они остались в нищете. Её мать была учительницей. В 1956 году Миллетт получила степень бакалавра английской литературы cum laude в Миннесотском университете. В 1958 году окончила магистратуру в Колледже Св. Хильды.
В 1961 году Миллетт уехала в Японию. Здесь она преподавала английский в Университете Васэда и изучала скульптуру. Она познакомилась со скульптором Фумио Йошимурой. В 1963 году они вместе переехали в США и поженились в 1965 году. С 1964 года Миллетт начала преподавать английский и философию в Барнард-колледже. Она выступала с поддержкой феминизма и пацифизма. В 1968 году её уволили из-за её активизма. В 1970 году получила степень доктора философии с отличием в Колумбийском университете. В том же году она опубликовала книгу «Политика пола», основанную на материале своей докторской диссертации. Книга, в которой Миллетт рассуждала о власти, патриархате и сексуальности, имела широкий успех. После этой публикации она стала ведущей активисткой и идеологом второй волны феминизма. Она была одной из первых авторов, кто вывел современную концепцию патриархата как подчинённое положение всех женщин в обществе. Её фото появлялось на обложке Time.
Помимо написания книг, Миллетт была художницей. С 1963 года её работы демонстрировались на различных выставках в Токио и Нью-Йорке. В 1971 году она стала профессором в Колледже Брин-Мар. В конце 1970-х совершила каминг-аут как бисексуалка. В 1977 году она опубликовала автобиографию Flying, где описала трудности, которые ей пришлось испытать из-за своих взглядов и сексуальности. Она также писала книги об убийстве Сильвии Лайкенс и правлении Рухолла Мусави Хомейни в Иране. В 1979 году Миллетт и канадская журналистка Софи Кейр приехали поучаствовать на митинге 8 марта в Тегеране против ограничений прав женщин. Многие демонстрантки были избиты, их угрожали облить кислотой. Миллетт и Кейр вывезли из страны на самолёте в Париж.
Миллетт также выступала против насилия в области психиатрии. Она сама дважды подвергалась насильственной госпитализации в психиатрическую клинику. Она отрицала существование таких заболеваний, как шизофрения и биполярное расстройство, считая их клеймом для людей, проявляющих неприемлемое в обществе поведение. В 1985 году Миллетт и Йошимура развелись. Впоследствии она вступила в однополый брак с Кейр. В 2001 году Миллетт опубликовала книгу о своей матери Mother Millett. Миллетт скончалась в 2017 году на 83-м году жизни.

## Награды
- Премия за мужество в искусстве[англ.] (2012)
- Включение в Национальный зал славы женщин (2013)[16]